# Franz Xaver von Andlaw-Birseck

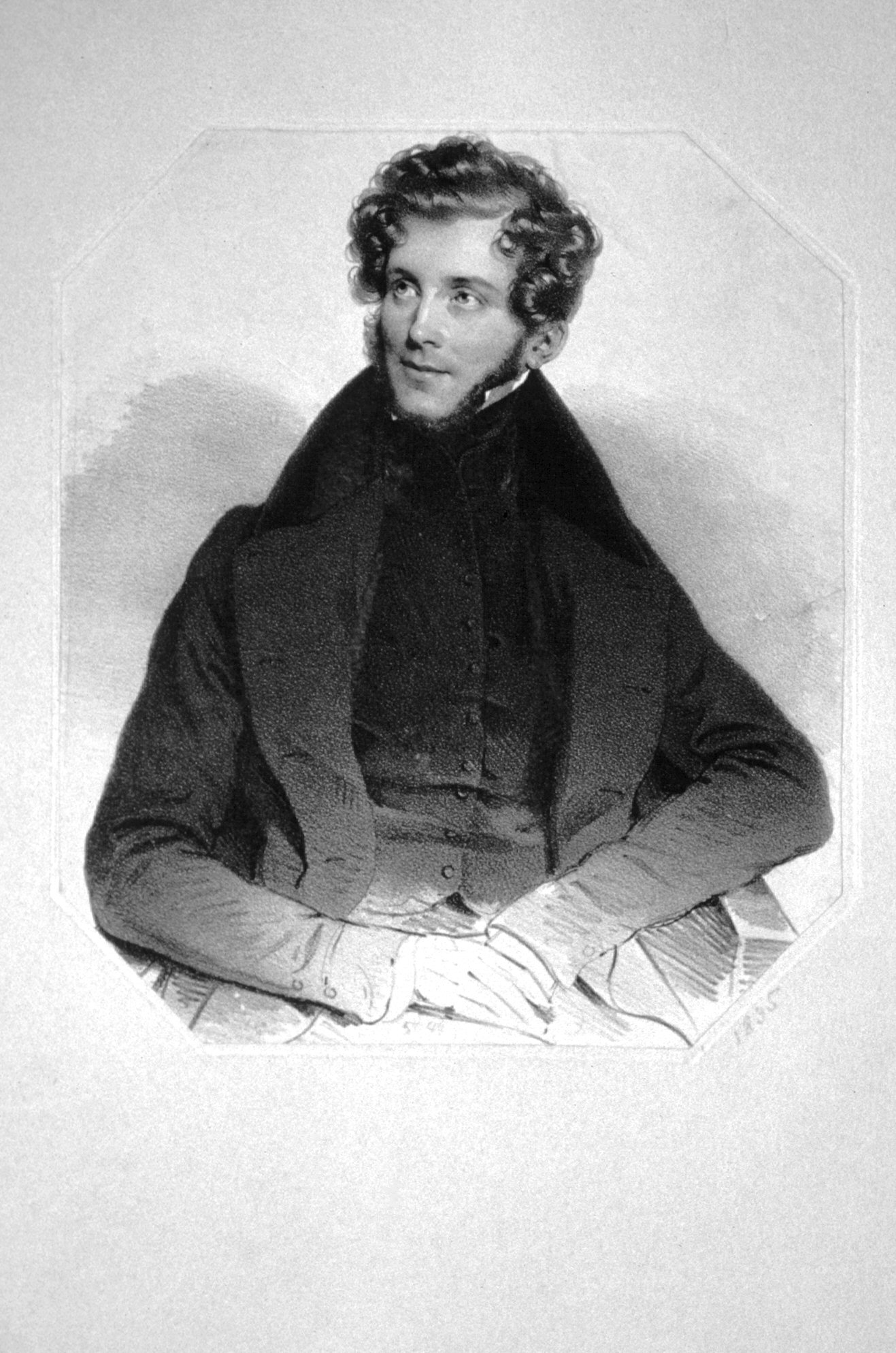
Franz Xaver von Andlaw-Birseck, Lithographie von Josef Kriehuber, 1835

Franz Xaver Reichsfreiherr von Andlaw-Birseck (* 6. Oktober 1799 in Freiburg im Breisgau; † 4. September 1876 in Bad Homburg vor der Höhe) war ein großherzoglich badischer Kammerherr und Geheimer Rat (II. Klasse), sowie Diplomat und Gesandter in Wien.

## Familie
Von Andlaw-Birseck war ein Sohn badischen Ministers und Reichsfreiherrn Konrad Karl von Andlaw-Birseck (1763–1839) und dessen Ehefrau Sophie (geborene von Schakmin). Seine Geschwister waren:
- Maria Antonia (14. September 1801 – 28. August 1866), war Oberhofmeisterin der Großherzogin von Baden ⚭ 1825 mit August Freiherr von Roggenbach (20. Februar 1798 – 7. April 1854).
- Heinrich Bernhard von Andlaw-Birseck (20. August 1802 – 3. März 1871), badischer Politiker, Grundherr zu Bellingen und Hugstetten ⚭ 22. September 1828 mit Antonie (geborene von Sternegg, * 3. Februar 1807). Eine Tochter Marie Henrike Sigismunde (* 21. Oktober 1830).
- Maria Ferdinande Beatrix (* 6. März 1805) ⚭ 11. Oktober 1826 mit Max Freiherr von Breiten-Landenberg.

## Leben
Von Andlaw-Birseck studierte von 1815 bis 1821 an den Universitäten Freiburg im Breisgau, Landshut und Heidelberg Rechtswissenschaften und unternahm anschließend eine Grand Tour durch Italien, Frankreich und England. 1824 trat in den badischen Staatsdienst, in das Ministerium des Auswärtigen zu Karlsruhe, ein. Während dieser Zeit heirateten er und Katharina Hirsch.
Er war von 1826 bis 1830 und erneut von 1832 bis 1835 Sekretär der badischen Gesandtschaft in Wien und zwischenzeitlich als Legationsrat in Paris. In den Jahren 1836 bis 1837 fungierte er als Rat beim Ministerium des Auswärtigen zu Karlsruhe und ging 1838 als Ministerresident nach München, 1843 nach Paris und 1846 als außerordentlicher Gesandter nach Wien. Im Jahre 1856 trat Andlaw-Birseck in den Ruhestand und lebte seitdem meist in Baden-Baden. Als gläubiger Katholik verfasste er auch diverse religiöse Publikationen. Er starb am 4. September 1876 in Bad Homburg vor der Höhe.

## Auszeichnungen
- 1834 Malteser-Ritter, Ehrenritter des Malteserordens 3. Klasse (MR)
- 12. November 1836 Großherzoglich Hessischer Ludwigsorden Kommandeur 2. Klasse (GHL)[2]
- 1840/1848 Orden vom Zähringer Löwen 2. Kommandeur 1. Klasse, Stern zum Zähringer Löwenorden (1848)
- 1843 Zivilverdienstorden der Bayerischen Krone 2. Klasse (BCB)[3]

## Werke (Auswahl)
- Erinnerungsblätter aus den Papieren eines Diplomaten. J. D. Sauerländer, Frankfurt am Main 1857 (archive.org).
- Mein Tagebuch, 1811-61. J. D. Sauerländer, Frankfurt am Main 1862, 2 Bände (archive.org, archive.org).
- Die Frauen in der Geschichte. Mainz 1861, 2 Bände (books.google.de, books.google.de).
- Die byzantinischen Kaiser, ihre Palast- und Familiengeschichten. Florian Kupferberg, Mainz 1865 (books.google.de).
- Sieben heilige Fürsten. Georg Joseph Manz, Regensburg 1865 (opacplus.bsb-muenchen.de).
- Eine Gallerie berühmter Päpste. Woerl, Würzburg 1875 (books.google.de).